# محمد عادل (لاعب كرة قدم مواليد 1996)
محمد عادل محمد علي حسن (ولد في 20 سبتمبر 1996 في المحرق، البحرين) لاعب كرة قدم دولي بحريني يجيد اللعب في مركز الظهير الأيمن. يلعب حاليا لصالح الخالدية الذي ينافس في الدوري البحريني الممتاز منذ 2021.

## النشأة والتعليم
ولد عادل في 20 سبتمبر 1996 في المحرق، البحرين. نشأ عادل في منزل والده في فريج البنعلي.

## المسيرة الرياضية

### الأندية
في 1 يوليو 2014 تم تصعيد عادل إلى الفريق الأول بنادي المنامة. في موسمه الأول 2014-2015 وفي بطولة الدوري البحريني الممتاز ساهم في احتلال فريقه المركز الثالث بفارق 7 نقاط عن البطل المحرق. وفي بطولة كأس ملك البحرين ساهم في وصول فريقه إلى الدور الربع النهائي عندما خسر من المحرق 1-3. وفي بطولة كأس الخليج للأندية فشل فريقه في التأهل إلى الدور الربع النهائي بعدما احتل المركز الثالث الأخير في المجموعة الثالثة بفارق 3 نقاط عن صاحب المركز الثاني كاظمة الكويتي.
في 22 يوليو 2022 رفض المنامة عرضا رسميا من المحرق للتعاقد مع عادل.
في موسمه الثاني 2015-2016 وفي بطولة الدوري الممتاز ساهم في احتلال فريقه المركز السابع بفارق نقطة واحدة عن منطقة الهبوط. وفي بطولة كأس ملك البحرين ساهم في وصول فريقه إلى الدور الربع النهائي عندما خسر من المحرق 2-6. وفي بطولة كأس الاتحاد البحريني فشل فريقه في التأهل إلى الدور النصف النهائي بعدما احتل المركز الثالث في المجموعة الثانية بفارق 3 نقاط عن صاحب المركز الثاني الرفاع الشرقي.
في موسمه الثالث 2016-2017 وفي بطولة الدوري الممتاز ساهم في احتلال فريقه المركز الرابع بفارق 3 نقاط عن البطل المالكية. وفي بطولة كأس ملك البحرين ساهم في تتويج فريقه بالبطولة بعدما تغلب في المباراة النهائية على المحرق 2-1 ليحقق عادل أولى بطولاته الشخصية. وفي بطولة كأس الاتحاد البحريني فشل فريقه في التأهل إلى الدور النصف النهائي بعدما احتل المركز السادس في المجموعة الثانية بفارق 6 نقاط عن صاحب المركز الثاني البحرين.
في موسمه الرابع 2017-2018 وفي بطولة الدوري الممتاز ساهم في احتلال فريقه المركز الثالث بفارق 16 نقطة عن البطل المحرق. وفي بطولة كأس ملك البحرين ساهم في وصول فريقه إلى الدور الربع النهائي عندما خسر من النجمة 1-2 في مجموع المباراتين. وفي بطولة كأس السوبر البحريني ساهم في تتويج فريقه بعدما تغلب على المالكية بركلات الترجيح ليحقق عادل ثاني بطولاته الشخصية. وفي بطولة كأس النخبة البحريني فشل فريقه في التأهل إلى الدور النصف النهائي بعدما احتل المركز الثالث الأخير في المجموعة الثانية بفارق نقطة واحدة عن صاحب المركز الثاني النجمة. وفي بطولة كأس الاتحاد الآسيوي فشل فريقه في التأهل إلى الدور النصف النهائي لغرب آسيا بعدما احتل المركز الرابع الأخير في المجموعة الثانية بفارق 11 نقطة عن المتصدر العهد اللبناني.
في موسمه الخامس 2018-2019 وفي بطولة الدوري الممتاز ساهم في احتلال فريقه المركز الثاني الوصيف بفارق 6 نقاط عن البطل الرفاع. وفي بطولة كأس ملك البحرين ساهم في وصول فريقه إلى الدور الربع النهائي عندما خسر من المحرق بأفضل الأهداف خارج الأرض بعد التعادل 2-2 في مجموع المباراتين. وفي بطولة كأس النخبة البحريني ساهم في وصول فريقه إلى الدور النصف النهائي عندما خسر من الحد 0-2. وفي بطولة كأس الاتحاد البحريني فشل فريقه في التأهل إلى الدور النصف النهائي بعدما احتل المركز الثاني في المجموعة الثالثة بفارق الأهداف عن المتصدر البحرين.
في موسمه السادس 2019-2020 وفي بطولة الدوري الممتاز ساهم في احتلال فريقه المركز السادس بفارق 4 نقاط عن منطقة الهبوط. وفي بطولة كأس ملك البحرين ساهم في وصول فريقه إلى الدور النصف النهائي عندما خسر من المحرق 1-3 في مجموع المباراتين. وفي بطولة كأس السوبر البحريني خسر فريقه من الرفاع بركلات الترجيح. وفي بطولة كأس الاتحاد البحريني فشل فريقه في التأهل إلى الدور النصف النهائي بعدما احتل المركز الثاني في المجموعة الثانية بفارق 5 نقاط عن المتصدر الرفاع الشرقي.
في موسمه السابع والأخير 2020-2021 وفي بطولة الدوري الممتاز ساهم في احتلال فريقه المركز الثالث بفارق 14 نقطة عن البطل الرفاع. وفي بطولة كأس ملك البحرين ساهم في وصول فريقه إلى الدور الربع النهائي عندما خسر من الحد 0-3. وفي بطولة كأس الاتحاد البحريني فشل فريقه في التأهل إلى الدور النصف النهائي بعدما احتل المركز الثاني في المجموعة الثانية بفارق نقطة واحدة عن المتصدر المحرق.
في 1 يوليو 2021 انتقل عادل من المنامة إلى الخالدية البحريني (الدوري الممتاز) في صفقة انتقال حر. في موسمه الأول 2021-2022 وفي بطولة الدوري الممتاز ساهم في احتلال فريقه المركز الثالث بفارق 12 نقطة عن البطل الرفاع. وفي بطولة كأس ملك البحرين ساهم في تتويج فريقه بالبطولة بعدما تغلب في المباراة النهائية على الرفاع الشرقي بركلات الترجيح ليحقق عادل ثالث بطولاته الشخصية. وفي بطولة كأس الاتحاد البحريني فشل فريقه في التأهل إلى الدور النصف النهائي.
في موسمه الثاني 2022-2023 وفي بطولة الدوري الممتاز ساهم في تتويج فريقه بالبطولة بعدما تصدر الترتيب بفارق نقطة واحدة عن وصيفه المنامة ليحقق عادل رابع بطولاته الشخصية. وفي بطولة كأس ملك البحرين خرج فريقه من مباراته الأولى عندما خسر في الدور الثمن النهائي من سترة بركلات الترجيح. وفي بطولة كأس السوبر البحريني ساهم في تتويج فريقه بالبطولة بعدما تغلب على الرفاع بهدفين نظيفين ليحقق عادل خامس بطولاته الشخصية. وفي بطولة كأس الاتحاد البحريني ساهم في وصول فريقه إلى المباراة النهائية عندما خسر من الأهلي بركلات الترجيح.

### المنتخبات
في 30 مايو 2015 قرر المدرب الأرجنتيني سيرخيو باتيستا استدعاء عادل للمشاركة في أول مباراة دولية مع البحرين وكانت أمام عمان وديا حيث دخل عادل بديلا عن عبد الله مبارك الزايد وانتهت المباراة بالتعادل السلبي بدون أهداف.
وفي تصفيات كأس العالم 2018 – آسيا المرحلة الثانية شارك عادل أساسيا في مباراتين حيث ساهم في فوز البحرين على الفلبين 2-0 ثم الخسارة من كوريا الشمالية بنفس النتيجة ليفشل البحرين في التأهل إلى الدور الثالث من تصفيات كأس العالم محتلا المركز الرابع بفارق 12 نقطة عن المتصدر أوزبكستان وليفشل أيضا في التأهل المباشرة إلى بطولة كأس آسيا لينتقل إلى تصفيات كأس آسيا 2019 – المرحلة الثالثة.
في ديسمبر 2017 وبعد غياب سنتين عن المشاركات الدولية الرسمية قرر المدرب التشيكي ميروسلاف سوكوب استدعاء عادل للانضمام إلى تشكيلة البحرين المشاركة في بطولة كأس الخليج العربي 23 في الكويت وقد شارك في مباراة واحدة بديل عن سيد رضا عيسى في آخر مباريات دور المجموعات عندما تعادل البحرين مع قطر 1-1 وليضمن البحرين التأهل إلى الدور النصف النهائي محتلا المركز الثاني في المجموعة الثانية. وفي نهاية المطاف خرج البحرين من الدور النصف النهائي بعدما خسر من عمان بهدف نظيف.
قرر سوكوب تجاهل استدعاء عادل للمشاركة الدولية حتى تم استبداله بالمدرب البرتغالي هيليو سوزا الذي قرر في بداية عهده في يوليو 2019 استدعاء عادل للانضمام إلى تشكيلة البحرين المشاركة في بطولة اتحاد غرب آسيا لكرة القدم وشارك عادل أساسيا في المباراة الأولى أمام الأردن والمباراة الثالثة أمام الكويت وانتهت كلتاهما بفوز البحرين 1-0 ليتصدر البحرين المجموعة الثانية ويتأهل إلى المباراة النهائية حيث شارك عادل أساسيا وساهم في فوز البحرين على العراق المستضيف بهدف عيسى موسى ليحقق عادل أولى بطولاته الدولية.
في نوفمبر 2019 واصل سوزا استدعاء عادل للانضمام إلى تشكيلة البحرين وهذه المرة للمشاركة في بطولة كأس الخليج العربي 24 في قطر وشارك عادل أساسيا في المباراة الثانية أمام السعودية التي انتهت بخسارة البحرين 0-2 ولكن في نهاية المطاف المركز الثاني في المجموعة الثانية ليتأهل إلى الدور النصف النهائي ليواجه العراق ولعب عادل أساسيا وساهم في فوز البحرين بركلات الترجيح ليتأهل إلى المباراة النهائية ليواجه السعودية لثالث مرة خلال أربعة أشهر وهذه المرة دخل عادل بديلا عن سيد رضا عيسى وساهم في فوز البحرين بهدف محمد سعد الرميحي وبالتالي تتويجه باللقب وليحقق عادل ثاني بطولاته الدولية.
في تصفيات كأس العالم 2022 – آسيا الجولة الثانية شارك عادل في مباراة واحدة وكان بديلا عن سيد رضا عيسى وساهم في تعادل البحرين على أرضه أمام العراق 1-1 ليفشل البحرين في التأهل إلى الدور الثالث بعدما احتل المركز الثالث في المجموعة الثالثة بفارق 3 نقاط عن إيران وفشل كذلك في التأهل مباشرة إلى نهائيات بطولة كأس آسيا 2023 وانتقل للعب في تصفيات كأس آسيا 2023 – الدور الثالث.
بعد غياب 13 شهر عن المشاركة في المباريات الدولية الرسمية قرر سوزا استدعاء عادل للانضمام إلى تشكيلة البحرين المشاركة في بطولة كأس الخليج العربي 25 في العراق وشارك بديلا في المباراة الأولى أمام الإمارات ثم أساسيا أمام قطر في المباراة الثانية وانتهت المباراتين بفوز البحرين بنفس النتيجة 2-1 ولم يشارك عادل في بقية مباريات البطولة التي خرج فيها البحرين من الدور النصف النهائي بخسارته من عمان بهدف نظيف.
في 25 مارس 2023 شارك عادل في آخر مباراة دولية له مع البحرين وكانت أمام فلسطين وديا ولعب عادل أساسيا وانتهت المباراة بخسارة البحرين 1-2.

### تايكوندو
تدرب في مجال الفنون القتالية (تايكوندو) وحصل على الحزام الأسود وشارك في بطولة البحرين المفتوحة الثانية.

## الإنجازات والألقاب
- المنامة (2)
  - كأس ملك البحرين (1): 2017/2016
  - كأس السوبر البحريني (1): 2017
- الخالدية (3)
  - الدوري البحريني الممتاز (1): 2023/2022
  - كأس ملك البحرين (1): 2022/2021
  - كأس السوبر البحريني (1): 2022
- منتخب البحرين (2)
  - بطولة اتحاد غرب آسيا (1): 2019
  - كأس الخليج العربي (1): 2019

## روابط خارجية
- محمد عادل حسن على موقع قاعدة بيانات كرة القدم.إي يو (الإنجليزية)
- محمد عادل حسن على موقع ناشيونال فوتبول تيمز (الإنجليزية)